# Dharmakrishnepalli, Bangarapet
Dharmakrishnepalli là một làng thuộc tehsil Bangarapet, huyện Kolar, bang Karnataka, Ấn Độ.